# یاسین یزدی
یاسین یزدی کشتی‌گیر فرنگی‌کار ایرانی اهل استان مازندران است.
از افتخارات وی می‌توان به کسب مدال نقره مسابقات قهرمانی کشتی آسیا ۲۰۲۵ اشاره کرد.

## فعالیت حرفه‌ای ورزشی

### قهرمانی کشتی آسیا ۲۰۲۵
در وزن ۸۷ کیلوگرم یاسین یزدی پس از استراحت در دور اول، در دور دوم با نتیجه ۸ بر صفر ژیاشین هوانگ از چین را از پیش رو برداشت و به مرحله نیمه نهایی راه یافت. وی در این با نتیجه ۳ بر ۱ سونیل کومار از هند را مغلوب کرد و به دیدار فینال راه یافت. یزدی در این دیدار با نتیجه ۷ بر ۲ مغلوب جالگاسبای بردی‌مرادف از ازبکستان شد و به مدال نقره رسید.